# Karl Weber (Politiker, 1936)
Karl Weber (* 26. Februar 1936 in Heidelberg) ist ein deutscher Politiker der CDU. Er war von 1969 bis 1980 Mitglied des Deutschen Bundestages und von 1980 bis 1992 Abgeordneter im Landtag von Baden-Württemberg.

## Leben
Der Sohn eines Postbetriebsinspektors studierte nach dem Abitur 1956 Rechtswissenschaft und Neuere Geschichte. Er absolvierte das Referendariat am Gericht, legte das Assessorexamen ab und trat in den höheren Verwaltungsdienst der Deutschen Bundespost ein. Zuletzt war Weber als Oberpostrat bei der Oberpostdirektion Karlsruhe tätig. Ferner war er Mitglied des Verwaltungsrates der Bezirkssparkasse Heidelberg.
Weber trat 1956 in die Junge Union und die CDU ein. Er war von 1959 bis 1965 Kreisvorsitzender der JU Heidelberg, von 1965 bis 1970 Vorsitzender der JU Nordbaden und ab 1966 stellvertretender Vorsitzender der JU Baden-Württemberg.
Von 1969 bis 1980 war er Mitglied des Deutschen Bundestages. 1969 und 1972 wurde Weber über die Landesliste der CDU Baden-Württemberg gewählt, 1976 konnte er das Direktmandat im Wahlkreis 181 (Heidelberg-Stadt) gewinnen. Im Parlament war er bis Mai 1979 Mitglied des Ausschusses für Verkehr und für das Post- und Fernmeldewesen.
Von 1980 bis 1992 gehörte Weber dem Landtag von Baden-Württemberg an; bei den Landtagswahlen 1980, 1984 und 1988 gewann er jeweils das Direktmandat im Wahlkreis 34 (Heidelberg). Von 1965 bis 1999 war er Mitglied des Gemeinderates der Stadt Heidelberg.